# Neornithes
De Neornithes, de "nieuwe vogels", zijn de monofyletische kroongroep van de vogels, waartoe alle moderne vogels behoren.
Neornithes is een synoniem van Aves in de zin van Gauthier in zijn publicatie Saurischian monophyly and the origin of birds uit 1986.
De naam is voor het eerst gebruikt door Gadow in 1883 en wordt meestal vrij informeel geïnterpreteerd als de klade van de moderne vogels. Sommige auteurs voegen er uitgestorven zustergroepen aan toe, maar dat is niet gebruikelijk. De eerste exacte definitie als klade was van Paul Sereno in 1998: de groep bestaande uit de laatste gemeenschappelijke voorouder van de struisvogel Struthio en de huismus Passer en al zijn overige afstammelingen. In 2005 verbeterde Sereno de definitie door de volle soortnamen te geven: Struthio camelus (Linnaeus 1758) en Passer domesticus (Linnaeus 1758). De beide soorten vertegenwoordigen de hoofdindeling van de Neornithes: de Palaeognathae en Neognathae.

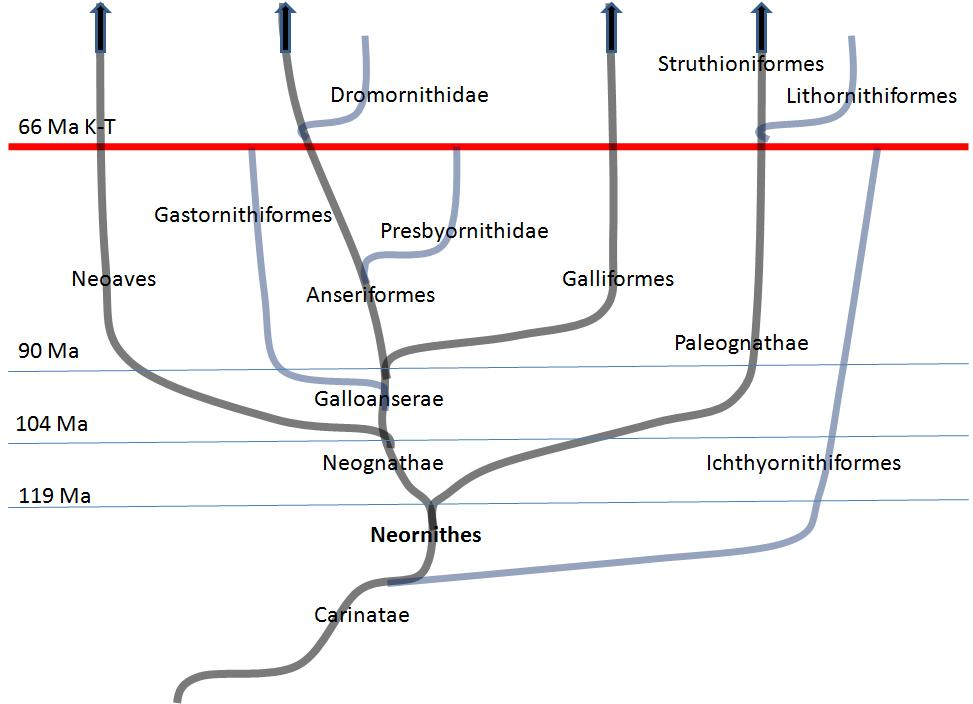
Taxonomische schets van de Neornithes in het Krijt.

Dat Neornithes de "kroongroep" van de moderne vogels vormt, betekent dat alle huidige soorten ertoe behoren, en hun laatste gemeenschappelijke voorouder, maar ook de uitgestorven afstammelingen daarvan.
Voor zover bekend behoren alle vogels van na het Krijt tot de Neornithes. Men heeft wel gedacht dat deze groep misschien de enige was die het grote uitsterven 65 miljoen jaar geleden overleefde, maar deze redenering werd ontkracht door de vondst van Vegavis. Deze vogel stamt van voor de K-T-grens en is duidelijk een lid van de eendvogels. Dit laat zien dat er meerdere lijnen van de vogels tot de overlevenden gerekend moeten worden: de Paleognathen en van de Neognathen minstens de Neoaves en waarschijnlijk beide groepen van de Galloanserae. Hoewel buiten Vegavis fossiel bewijsmateriaal uit het Krijt goeddeels ontbreekt, wordt namelijk op genetische basis geschat dat de Paleognath-Neognath splitsing ongeveer 119(5) m. jaar geleden plaatsvond, de Galloanserae-Neoaves splitsing ongeveer 104 (mogelijk 103) miljoen jaar en de splitsing Galliformes-Anseriformes 90 (mogelijk 97) miljoen jaar geleden.